# 164-та радіотехнічна бригада (Україна)
164-та радіотехнічна Слобідська бригада (164 РТБр, в/ч А1451) — військове формування у складі Повітряного командування «Схід» Повітряних Сил Збройних Сил України. Бригада виконує завдання охорони державного кордону України у повітряному просторі.
Підрозділи бригади дислокуються у семи областях східної України: Харківській, Сумській, Полтавській, Дніпропетровській, Донецькій, Луганській і Запорізькій. Загальна площа зони її відповідальності складає близько 200 тисяч квадратних кілометрів, на яких проживає майже 18 мільйонів населення України.

## Історія
21 лютого 2008 року бригаді було вручено Бойовий прапор.
У 2012 році 15 підрозділів бригади (близько 500 чоловік) забезпечували безпеку проведення Євро-2012.
22 березня 2012 року відбувся напад на озброєну варту, вартовий Володимир Березюк - загинув. Внаслідок цього випадку військовослужбовці були нагороджені орденом «За мужність» III ступеня.
У 2014—2015 роках в результаті Російсько-української війни підрозділи бригади зазнали нападів російських частин ССО, частина підрозділів була втрачена, в тому числі:
- 6 травня 2014 року було спалено РЛС 35Д6 радіолокаційного визначення поблизу Свердловська (нині Довжанськ).
- 4 червня 2014 року, 2215 ртб (м. Луганськ) було зайнято російськими солдатами[10]
- 16 червня 2014 року, 2215 ртб (м. Луганськ) зазнала артилерійського удару[11][12].
- 21 червня 2014 року, в 755 орлр (м. Авдіївка) було знищено радіолокаційні станції[13].
- 2 липня 2014 року, 771 орлр (Мілове) була обстріляна з мінометів[14][15]
- 24 березня 2015 року, по 771 орлр (Мілове) було скоєно обстріл з РПГ[16].

З вересня 2014 року, для збільшення можливостей виявлення БПЛА, в бригаду почали посталяти сучасні РЛС П-18 "Малахіт".
23 серпня 2021 року, відповідно до Указу Президента України №411/2021 від 23 серпня 2021 року, з метою відновлення історичних традицій національного війська щодо назв військових частин, зважаючи на зразкове виконання покладених завдань, високі показники в бойовій підготовці, з нагоди 30-ї річниці незалежності України, бригаді було присвоєно почесне найменування «Слобідська».

## Структура
На 2013 рік до складу бригади входили наступні підрозділи:
- 2315 радіотехнічний батальйон (в/ч А1933) смт. Рогань[20][5] Карта;
  - 766 окрема радіолокаційна рота (в/ч А2057) Полтава Карта;
  - 769 окрема радіолокаційна рота (в/ч А3010) Лозова;
  - 770 окрема радіолокаційна рота (в/ч А0478) Борова;
  - 764 окрема радіолокаційна рота (в/ч А1322) Охтирка;
- 2215 радіотехнічний батальйон (в/ч А0194) Луганськ;
  - 755 окрема радіолокаційна рота (в/ч А2938) Авдіївка;
  - 771 окрема радіолокаційна рота (в/ч А0523) пгт. Мілове[12]
- 2323 радіотехнічний батальйон (в/ч А2109) Маріуполь;
  - 761 окрема радіолокаційна рота (в/ч А2019) Бердянськ;
- 2316 радіотехнічний батальйон (в/ч А2189) Запоріжжя;
  - 757 окрема радіолокаційна рота (в/ч А4611) Інгулець;
  - 756 окрема радіолокаційна рота (в/ч А1512) Мелітополь;
  - 17 окрема радіолокаційна рота (в/ч А0728) Дніпро.

## Командувачі[1]

### Командувачі 44-го окремого батальйону ПССЗ
- капітан Зінченко А.В. (з 17.09.1940);
- капітан Бейліхес В.А. (з 19.12.1941);
- майор Гончаренко Н.А. (з 12.04.1945);
- майор Бейліхес В.А. (з 26.11.1945);
- підполковник Гончаров О.О. (з 2.08.1947);
- підполковник Павличенко М.Д. (з 2.10.1948);
- майор Шишанов О.І. (з 18.12.1951);
- підполковник Дяченко І.Г. (з 11.05.1951);
- майор Зільберман Й.Л. (з 16.04.1956).

### Командувачі 79-го радіотехнічного полку
- підполковник Ланько Г.Ф. (з 17.09.1957);
- підполковник Рябушев Г.Т. (з 05.07.1960);
- підполковник Рождественский В.В. (з 10.06.1961);
- підполковник Заєць Д.І. (з 08.07.1969);
- підполковник Дацький О.С. (з 23.12.1974);
- підполковник Кудрін А.Г. (з 02.02.1976);
- підполковник Шабалдін В.О. (з 09.07.1979);
- підполковник Щеголев В.І. (з 16.05.1982).

### Командувачі 164-ї радіотехнічної бригади
- підполковник Кокорін М.І. (з 14.07.1988);
- полковник Андрєев М.К. (з 20.10.1990);
- полковник Рафальський Ю.І. (з 20.09.1996);
- полковник Бакуменко Б.В. (з 30.10.1999);
- полковник Петручик В.І. (з 12.12.2005);
- полковник Ковалевський С.М. (з 10.04.2007);
- полковник Гринчак Р.М. (з 2011)[21]
- полковник Євтушенко О.В. (з 2013)[джерело?];
- полковник Птащенко В.В. (з 2018)[джерело?].

## Втрати
- солдат Березюк Володимир Володимирович, загинув 22 березня 2012 року;
- солдат Латченко Артур Вікторович, загинув 3 квітня 2017 року;
- солдат Грабар Віктор Васильович, загинув 17 березня 2019 року.
- старший солдат Макарович Яна Олегівна загинула 1 березня 2022 року від поранення.
- солдат Шеленгівський Максим Геннадійович помер 18 серпня 2024 року.